# Video Games (пісня)
«Video Games» — дебютний сингл американської співачки та авторки пісень Лани Дель Рей для її другого студійного альбому Born to Die (2012). Продюсером пісні виступив Robopop, а текст написала сама Дель Рей та Джастін Паркер. Вперше сингл виклали в Інтернет 29 червня 2011 року, а пізніше з'явився в мініальбомі Lana Del Rey і в другому студійному альбомі Лани Born to Die 7 жовтня 2011 року через Interscope Records.
«Video Games» — це поп-балада в стилі бароко, написана від імені ліричної героїні, яка, попри те, що її друг ігнорує її, любить його. Пісня отримала досить широке визнання критиків, багато з яких високо оцінили унікальність вокального виконання Дель Рей. Пісня вважалася «проривним хітом» Лани і мала комерційний успіх, досягнувши першого місця в Німеччині, Ісландії та Люксембурзі, першої десятки позицій у Бельгії, Франції, Нідерландах та Великій Британії, а також 91-го місця в Billboard. Пісня також посіла шосте місце в рейтингу 100 найгарячіших пісень Triple J 2011 року. Супровідний музичний кліп зняла і змонтувала сама Дель Рей.
Пісня «Video Games» виграла премію Ivor Novello за «Кращу сучасну пісню» у 2012 році та була номінована на кілька інших нагород невдовзі після виходу. На Q Awards 2019 була названа піснею десятиліття і посіла дев'яте місце у списку 100 найкращих пісень Pitchfork 2010-х років.

## Запис і виробництво
У 2007 році Дель Рей підписала контракт із незалежним лейблом 5 Point Records і почала планувати свій дебютний альбом. Однак, мотивації для запису платівки бракувало, і виконавиця опинилася в конфлікті з лейблом і зі своїм тодішнім продюсером Девідом Кейном. Зрештою, студійний альбом Lana Del Ray a.k.a. Lizzy Grant вийшов у цифровому форматі у січні 2010 року, але згодом був видалений з усіх платформ. Після виходу свого дебютного альбому Born to Die (2012) Лана висловила бажання перевипустити Lana Del Ray a.k.a. Lizzy Grant, хоча цього так і не сталося.
Після розриву контракту з лейблом, співачка підписала новий зі Stranger Records і розпочала створення нового матеріалу. «Video Games» була написана виконавицею у співпраці з Джастіном Паркером, а продюсером виступив Robopop. Спочатку, пісня «Video Games» вийшла 19 серпня 2011 на YouTube, а пізніше, 7 жовтня 2011 року, трек вийшов як дебютний сингл.

## Музика та текст
Пісню написали Лана та Джастін Паркер у тональності Фа-дієз мінор, в чотиричастинному тактовому розмірі зі швидким темпом 123 удари на хвилину, а вокальний діапазон виконавиці охоплює від E3 до A4.
Дель Рей описала свою музику та повсякденний стиль як «гангста Ненсі Сінатра», а сучасні критики відзначили пісню як сповнену приреченості баладу. В інтерв'ю для британського онлайн-журналу The Quietus Лана заявила, що натхненням для створення пісні був її колишній хлопець, коментуючи:
|  | Я вважаю, що ми зійшлися, тому що були різними. Це було ідеально. Але я думаю, що разом із цим задоволенням приходить і смуток. У тому житті було щось райське – я ходила на роботу, а він грав у свої відеоігри – але це також було, можливо, занадто буденним. |

Співачка також заявила, що використовувала нижчий вокал для «Video Games», оскільки відчувала, що публіка не бачить у ній серйозної артистки.

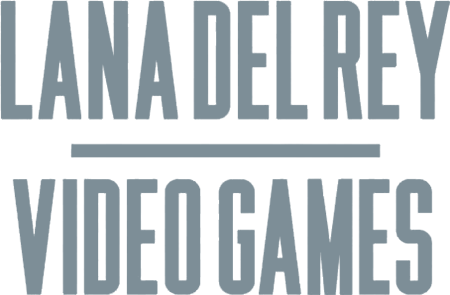
Логотип синглу.

Тематично тексти пісні були позначені як антифеміністські. Що стосується музичної композиції, MTV хвалив кінематографічну атмосферу пісні, відзначивши відлуння електронних ударів і меланхолійні крещендо.

## Критичний прийом
Пісня отримала визнання музичних критиків. Після виходу синглу Йен Коен з Pitchfork назвав пісню «Найкращою новою музикою», коментуючи: «Нью-йоркська співачка і авторка пісень Ліззі Грант перетворюється на пишнішу Лану Дель Рей і добре занурюється в образ».
Ліндсі Джонстон з The Scotsman описала пісню як «оду ігнорування та витонченого болю хапатися за ілюзію щастя». Алексіс Петрідіс з газети The Guardian визнав «Video Games» найкращою піснею 2011 року.

## Використання в медіа
Пісня була використана в епізоді «If You Ever Want a French Lesson…» серіалу «Двійник» та в епізоді «I Am Number Nine» (5 сезон, 6 серія) телесеріалу «Пліткарка».
Реміксована версія пісні з'явилась в епізоді «The Dead Don't Stay Dead» серіалу «Парк авеню, 666».
Ніл Патрік Гарріс, Snoop Dogg, Семюель Л. Джексон і Захарі Лівай виконали трек в рекламі для Spike's Video Game Awards.
26 червня 2022 року композитор Рамін Джаваді випустив інструментальну кавер-версію пісні спеціально для четвертого сезону серіалу «Край „Дикий Захід“» від HBO.

## Музичне відео
Музичний кліп на «Video Games» зняла і змонтувала сама Дель Рей. У ньому представлені відеоролики скейтбордистів, кадри з мультфільмів та старих фільмів, а також кадри папараці, де Пас де ла Уерта падає у нетверезому стані. Вони перемежовуються з кадрами співу Дель Рей, які вона зняла за допомогою веб-камери. Коли її запитали, чи змінила б вона щось у виробництві відео, Дель Рей сказала:
|  | Якби я знала, що так багато людей перегляне відео, я б доклала до нього більше зусиль. Я б зробила собі зачіску та макіяж і намагалася не бути таким серйозною, оскільки всі весь час говорять про вираз мого обличчя. Я б вклала у кліп більше сюжетної лінії |

Режисер Бен Кофлан зняв другий кліп на пісню під назвою «Video Games (Live At The Premises)». Відео було завантажене на офіційний профіль співачки в Vevo 18 жовтня 2011 року. У ньому Лана в джинсових шортах і білій футболці співає під акомпанемент піаніста. Huffington Post писали, що назва суперечить відео, адже виступ не є живим.